# Charles Manring
Charles David "Charley" Manring (ur. 18 sierpnia 1929 w Cleveland, zm. 7 sierpnia 1991 w Bethesda) – amerykański wioślarz i wojskowy, złoty medalista olimpijski.
Wystąpił na igrzyskach olimpijskich w Helsinkach w 1952 roku, gdzie osada USA w składzie: Frank Shakespeare, William Fields, James Dunbar, Richard Murphy, Robert Detweiler, Henry Proctor, Wayne Frye, Edward Stevens i Charles Manring (sternik) zdobyła złoty medal w ósemkach. W finale o 5,3 sekundy pokonali osadę ZSRR, a o 7,2 sekundy wyprzedzili Australijczyków. Był to jego jedyny start olimpijski.
Kształcił się na United States Naval Academy, następnie został zawodowym wojskowym. Służył w lotnictwie United States Navy, odchodząc ze służby w stopniu kapitana. Zmarł z powodu choroby serca.